# Окима
Окима (англ. Okemah) — город и административный центр округа Окфаски в штате Оклахома, США. Известен как родина исполнителя фолк-музыки Вуди Гатри. В городе расположена штаб-квартира племени Тхлоптлокко, которое является официально признанным федеральным индейским племенем мускоги. Согласно переписи 2020 года, население города составляет 3078 человек, что на 6,1% меньше по сравнению с 3223 жителями, зафиксированными в переписи 2010 года.

## География
По данным Бюро переписи населения США, общая площадь города составляет 2,7 квадратных миль (7,0 км2), из которых 2,6 квадратных миль (6,7 км2) — это суша и 0,1 квадратных мили (0,26 км2) (2,63%) — водная поверхность.

## Транспорт
Окема расположена на пересечении межштатной автомагистрали I-40 и шоссе 27.  
В двух милях к югу от города находится аэропорт Окема, оборудованный взлётно-посадочной полосой длиной 3400 футов.

## Известные уроженцы
- Вуди Гатри (1912 — 1967) — певец, музыкант, представитель направлений фолк и кантри
- Уильям Рид Поуг (1930 — 2014) — астронавт НАСА
- Роберт Хиггс (род. 1944) — редактор ежеквартального журнала Independent Review

## Достопримечательности из НРИМ
Следующие места в Океме занесены в Национальный реестр исторических мест:
- Оружейная палата Окемаха
- Здание суда округа Окуски